# King Lear (2018)
King Lear ist ein britisch-US-amerikanischer Fernsehfilm von Richard Eyre. Er stellt eine Adaption des gleichnamigen Theaterstücks von William Shakespeare dar. Die Erstausstrahlung erfolgte am 28. Mai 2018 auf BBC Two. In der Hauptrolle ist Anthony Hopkins zu sehen. Der Film spielt im einundzwanzigsten Jahrhundert im hochmilitarisierten London eines Alternativuniversums. König Lear kündigt darin das Ende seiner Regierungszeit und die Aufteilung des Königreichs auf seine drei Töchter an. Der Film erhielt positive Kritiken, insbesondere Hopkins’ schauspielerische Leistung wurde gelobt.

## Handlung
Der Film spielt im einundzwanzigsten Jahrhundert im hochmilitarisierten London eines Alternativuniversums. König Lear kündigt seiner Familie die Aufteilung des Königreichs auf seine drei Töchter an. Die beiden älteren Töchter Regan und Goneril geben Erklärungen ab, in denen sie die Liebe und Treue zu ihrem Vater erklären.
Cordelia, die jüngste Tochter, weigert sich, eine entsprechende Erklärung abzugeben, da sie dies oberflächlich findet, weshalb ihr ihr Anteil am Erbe verweigert und unter ihren Schwestern aufgeteilt wird. Daher ist Cordelia in ihrem Leben von nun an auf sich allein gestellt. Goneril bezeichnet den früheren König später als senil und Regan beschuldigt das Gefolge des Königs, aufrührerisch zu sein.
Im Verlauf des Films finden mehrere Hochzeiten statt. So heiratet Goneril den Duke of Albany, Regan den Duke of Cornwall und Cordelia den König von Frankreich.

## Produktion
Im Oktober 2017 orderte die BBC eine Neuadaption des Shakespeare-Werkes King Lear. In der Koproduktion mit den Amazon Studios sollte Anthony Hopkins die titelgebende Hauptrolle übernehmen, Emma Thompson, Emily Watson und Florence Pugh sollten seine Töchter spielen. Im gleichen Monat begannen die Dreharbeiten in Stevenage. Außerdem fand ein Teil der Dreharbeiten in Dover statt, unter anderem im Dover Castle, dem Samphire Hoe und bei Abbot’s Cliff. Erste Bilder wurden im Februar 2018 veröffentlicht.

## Rezeption

### Kritiken
Im Review-Aggregator Rotten Tomatoes erhielt King Lear eine Zustimmungsrate von 91 %, basierend auf 22 Bewertungen und eine Durchschnittswertung von 7,67/10. Der Kritik-Konsens der Webseite lautet: „Angeführt von zwei faszinierenden Auftritten von Sir Anthony Hopkins und Dame Emma Thompson und abgerundet durch ein solides Ensemble, ist dieser King Lear eine sehr gut anzusehende Adaption.“ Bei Metacritic erhielt der Film eine Wertung von 76 von 100, basierend auf sechs Kritiken, was für „allgemein positive Kritiken“ steht.
Sam Wollaston von The Guardian lobte Hopkins’ Darstellung des Lear und bezeichnete ihn als „schreiend, verletzlich und absolut faszinierend.“ Außerdem schrieb er, dass „Shakespeare im Fernsehen – ein Umfeld, für das er nicht konzipiert wurde und das nicht unbedingt passt – nicht immer erfolgreich ist. Es funktioniert nur, wenn es nicht nur ein Theaterstück im Fernsehen ist, sondern auch etwas Eigenes mit einer eigenen Identität. Dies erreicht man mit Tempo und Modernität.“ John Anderson von The Wall Street Journal lobte ebenfalls Anthony Hopkins’ schauspielerische Leistung und schrieb, dass er es genossen habe, ihm dabei zuzusehen, wie er „seine Zähne zusammenbeißt, jammert und herrlich verrückt gegenüber einem der besten unterstützenden Casts wird, die man sich vorstellen kann.“
Matt Zoller Seitz vom Blog Vulture lobte die „großartige“ Besetzung und die Nebenhandlungen.

### Auszeichnungen
| Jahr | Auszeichnung                      | Kategorie                                                                | Nominiert       | Resultat  |
| ---- | --------------------------------- | ------------------------------------------------------------------------ | --------------- | --------- |
| 2019 | Critics’ Choice Television Awards | Bester Fernsehfilm                                                       | King Lear       | Nominiert |
| 2019 | Satellite Awards                  | Bester Fernsehfilm                                                       | King Lear       | Nominiert |
| 2019 | Satellite Awards                  | Bester Nebendarsteller in einer Serie, Miniserie oder einem Fernsehfilm  | John Macmillan  | Nominiert |
| 2019 | Satellite Awards                  | Beste Nebendarstellerin in einer Serie, Miniserie oder einem Fernsehfilm | Emma Thompson   | Nominiert |
| 2019 | Screen Actors Guild Awards        | Bester Darsteller in einem Fernsehfilm oder Miniserie                    | Anthony Hopkins | Nominiert |
| 2019 | Primetime Emmy Awards             | Bester Fernsehfilm                                                       | King Lear       | Nominiert |
| 2019 | Casting Society of America        | Film – Ohne Kinoveröffentlichung                                         | Nina Gold       | Nominiert |